# ليندا مايلز (ممثلة)
ليندا مايلز (بالإنجليزية: Lynda Myles)‏ هي كاتبة قصص قصيرة وكاتبة سيناريو وكاتِبة وكاتبة مسرحية وممثلة أمريكية، ولدت في 22 يوليو 1939.

## وصلات خارجية
- ليندا مايلز على موقع IMDb (الإنجليزية)
- ليندا مايلز على موقع قاعدة بيانات برودواي على الإنترنت (الإنجليزية)
- ليندا مايلز على موقع قاعدة بيانات الفيلم (الإنجليزية)